# Mancherial (Distrikt)
Der Distrikt Mancherial (Telugu మంచిర్యాల జిల్లా, Urdu منچریال ضلع) ist ein Verwaltungsdistrikt im südindischen Bundesstaat Telangana. Verwaltungssitz ist die namensgebende Stadt Mancherial.

## Geographie

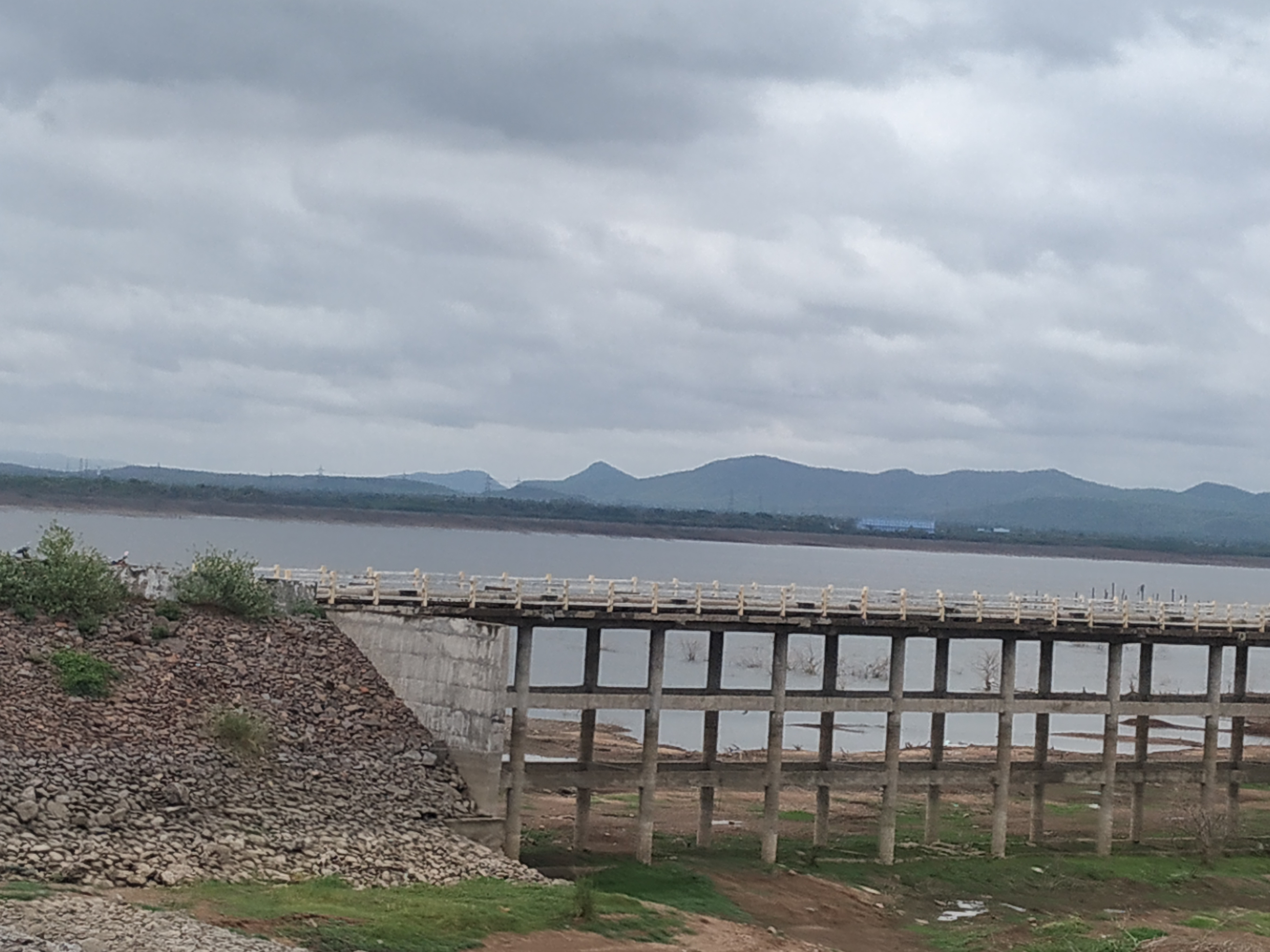
Das Yellampelli-Projekt, ein Bewässerungsprojekt am Godavari

Der Distrikt liegt im Norden Telanganas in der Hochebene des Dekkan. Die südliche Distriktgrenze wird vom Fluss Godavari gebildet und die östliche vom Fluss Pranahita, einem Zufluss des Godavari. Der Pranahita bildet in diesem Abschnitt auch gleichzeitig die Grenze zum benachbarten Bundesstaat Maharashtra. Die angrenzenden Distrikte sind Kumuram Bheem Asifabad im Norden, Nirmal im Westen, Jagtial im Südwesten, sowie Peddapalli und Jayashankar Bhupalpally im Süden. Im Osten grenzt Mancherial an den Distrikt Gadchiroli von Maharashtra.

## Geschichte
Seit dem Jahr 1726 gehörte das Gebiet Telanganas zum neu entstandenen Staat Hyderabad, der ab 1800 in einem Abhängigkeitsverhältnis zur Britischen Ostindien-Kompanie (später zur britischen Krone) stand und der 1948 in das unabhängig gewordene Indien integriert wurde. 1956 kam Telangana mit dem States Reorganisation Act zum Bundesstaat Andhra Pradesh, bis es 2014 ein eigener Bundesstaat wurde. Am 11. Oktober 2016 erfolgte eine neue Distrikteinteilung, wobei 21 neue Distrikte, darunter auch Mancherial eingerichtet wurden. Der Distrikt wurde aus Teilen des alten Distrikts Adilabad gebildet und erhielt seinen Namen von der Distrikthauptstadt Mancherial. Um die Aufteilung des alten Distrikts Adilabad gab es im Vorfeld einige Diskussionen und vereinzelte Vorwürfe, dass die neue Distrikteinteilung weniger nach Gesichtspunkten der administrativen Effizienz, sondern aufgrund politischer Interessen erfolgen würde.

## Demografie
Bei der Volkszählung 2011 hatte der spätere Distrikt 807.037 Einwohner. Die Bevölkerungsdichte lag mit 201 Einwohnern pro km² deutlich unter dem Durchschnitt Telanganas (312 Einwohner/km²) und der Urbanisierungsgrad war mit 43,85 % relativ hoch (Durchschnitt Telanganas: 38,88 %). Das Geschlechterverhältnis war mit 408.272 Männern auf 398.765 Frauen unausgeglichen. Die Alphabetisierungsrate lag mit 64,35 % (Männer 72,96 %, Frauen 55,59 %) etwas unter dem Mittelwert Telanganas (66,54 %) und deutlich unter dem Durchschnitt Indiens (74,04 %). 24,72 % der Bevölkerung (199.493) gehörten zu den scheduled castes und 7,06 % (56.969) zu den scheduled tribes. Der Distrikt hatte damit den höchsten Anteil an Angehörigen unterprivilegierter Kasten von allen Distrikten in Telangana.

## Wirtschaft
Die Landwirtschaft ist der dominierende Sektor. Nach dem Zensus 2011 waren im Gebiet des späteren Distrikts 344.785 Personen (42,72 % der Bevölkerung) als erwerbstätig registriert. Dazu zählten 257.651 (31,93 %) voll Arbeitende und 87.134 (10,80 %) in Teilzeit Beschäftigte. Unter den insgesamt Arbeitenden befanden sich 45.831 (13,29 %) Bauern (cultivators), 148.377 (43,03 %) Landarbeiter (agricultural labourers), 8.423 (2,44 %) in Heimindustrie (household industry) Arbeitende und 142.154 (41,23 %) Sonstige. In der Landwirtschaft dominierten Kleinst- und Kleinbetriebe. Von 145.447 Landbesitzern besaßen 92.733 weniger als einen Hektar, sowie 30.723 zwischen ein und zwei Hektar. 84.931 wurden landwirtschaftlich genutzt (z. T. mit mehreren Ernten, Netto-Anbaufläche 95.568 Hektar), davon 30.698 Hektar im Bewässerungsfeldbau. Hauptsächlich angebaut wurden Baumwolle, Reis, Gartenbaufrüchte, Mais, Straucherbsen (red gram) und Mungbohnen (green gram).

## Besonderheiten
Der Satyanaraya-Swami-Tempel in Gudem Gutta ist ein überregional bekannter Vishnu-Tempel, der während des Monats Kartik zahlreiche Pilger anzieht. Gandharikota ist eine im Wald gelegene Bergfestung, die auf die Rashtrakuta-Zeit zurückgeht.
Am Ufer des Pranahita-Flusses befindet sich das 1994 eingerichtete, 136 km² große Pranahita-Naturschutzgebiet, das überwiegend von Teakbaum-Wäldern bedeckt ist. Ganz im Westen des Distrikts liegt das 892 km² große Kawal-Naturschutzgebiet, das seit 2012 als Tigerreservat ausgewiesen ist.